# Ad tuendam fidem
Ad tuendam fidem (dal latino: per proteggere la fede) è una lettera apostolica promulgata in forma di motu proprio da papa Giovanni Paolo II il 18 maggio 1998. La lettera apostolica ha modificato i Codici di diritto canonico orientale e latino, specificando la forma della professione di fede che i ministri della Chiesa devono fare prima di assumere l'incarico.

## Contesto
Soprattutto a partire dal Concilio di Trento, la Chiesa richiedeva a coloro che accedevano alle cariche ecclesiastiche una "professione di fede", nota come "professione di fede tridentina", posta in testa al Codice del 1917 con il nome di "professione di fede cattolica" (cfr. canoni 1406-1408 del Codice del 1917; cfr. anche Sacrorum antistitum). Questo requisito andò perso con il Concilio Vaticano II e non è stato ripreso nel Codice di diritto canonico del 1983.
Il 9 gennaio 1989, in un contesto di forte contestazione degli insegnamenti papali, di dubbi e incertezze, la Congregazione per la Dottrina della Fede pubblicò due nuove formule per la professione di fede e il giuramento di fedeltà, approvate con rescritto papale il 19 settembre 1989.
Il giuramento di fedeltà distingue tre categorie di verità alle quali i fedeli devono dare il loro assenso. Si rese necessario, da un lato, chiarire le questioni da un punto di vista teologico e, dall'altro, armonizzare i due codici con questa distinzione di tre categorie.

## Descrizione
Si tratta di un testo piuttosto breve (7 pagine), pubblicato in occasione del 30° anniversario del Credo di Paolo VI. È accompagnato da una "nota dottrinale" (di 12 pagine) del 30 giugno 1998, firmata dal cardinale Ratzinger (futuro papa Benedetto XVI).
Le verità affermate sono:
o nell'ambito della fede, e allora sono “‘: devono essere credute ’di Fede” ();
o semplicemente legate alla fede, ma ad essa legate necessariamente, per necessità logica: sono allora de fide tenenda'‘.
La Congregazione per la Dottrina della Fede ha accompagnato la pubblicazione del documento con un commento dottrinale, chiarendo i tre livelli di insegnamento autorevole della Chiesa:
1. il primo livello e più alto: è quello delle dottrine solennemente proposte come rivelate da Dio, che richiedono il dono divino della fede (de fide credenda, "primo paragrafo", canone 750 § 1);
2. il secondo livello: è quello delle dottrine insegnate infallibilmente anche se non come rivelate da Dio, ma come verità inseparabilmente connesse alla Rivelazione per necessità logica: esse devono essere "ritenute" vere (Ad fidem tuendam, secondo comma; canone 750, § 2), sono definitivamente decise e infallibili (Nota dottrinale § 8);
3. il terzo e ultimo livello: è quello degli insegnamenti su questioni più o meno vagamente connesse con la Rivelazione che, senza essere enunciati con la solennità delle dottrine infallibili, sono comunque autorevoli. Per quest'ultima categoria, ciò che si richiede ai cattolici è una "religiosa sottomissione della volontà e dell'intelletto".

Le prime due, invece, richiedono un assenso fermo e definitivo, che nella prima categoria è di origine divina.
Il commento dottrinale della congregazione fornì diversi esempi di insegnamenti della prima categoria, tra cui gli articoli del Credo, gli insegnamenti sulla natura sacrificale dell'Eucaristia e sulla grave immoralità dell'uccisione diretta e volontaria di un essere umano innocente. La seconda categoria comprende insegnamenti su questioni come l'illiceità dell'eutanasia, la prostituzione, la fornicazione, nonché su quelli che vengono chiamati "fatti dogmatici", come la canonizzazione dei santi e l'invalidità delle ordinazioni femminili (Ordinatio sacerdotalis) e di quelle anglicane (lettera apostolica Apostolicae curae).
Il rigetto di questi ultimi insegnamenti è sanzionato con una "giusta pena" dal Codice di diritto canonico della Chiesa latina (can. 1371 modificato).

## Importanza
Il 28 ottobre 1995 la Congregazione per la Dottrina della Fede pubblicò un responsum a dei dubbi relativi all'Ordinatio sacerdotalis, con l'esplicito assenso del Papa. Citando la Ad tuendam fidem, il responso replicava che la Ordinatio sacerdotalis, contraria al sacerdozio femminile, appartiene al Magistero ordinario e universale e al deposito della fede della Chiesa cattolica.